# Кузен, Луи
Луи Кузен (фр. Louis Cousin; 21 августа 1627, Париж — 26 февраля 1707), Париж — французский историк, переводчик, редактор, журналист, королевский цензор, юрист, экономист. Член Французской академии (Кресло № 3, 1697—1707).

## Биография
В молодости обучался на теолога, получил степень бакалавра. Затем изучал право. Несколько лет работал адвокатом. Со временем был назначен председателем Валютного суда Франции, стал королевским цензором.
С 1687 по 1701 год Л. Кузен редактировал журнал «Journal des savants».
Занимался переводами, главным образом, византийских авторов. Опубликовал среди прочего «Историю Константинополя» в восьми томах, «Историю Восточной Римской империи», ряд трудов по истории Церкви (Церковная история (Евсевий)), истории западного мира и философии Востока. Его работу высоко ценил Вольтер.
В 1697 году был избран во Французскую академию, где занимал кресло № 3 до смерти в 1707 году.
Завещал свою богатую библиотеку парижскому аббатству Сен-Виктор и создал благотворительный фонд для поощрения студентов Парижского университета.

## Избранные публикации
- Histoire de Constantinople depuis le règne de Justin jusqu’à la fin de l’Empire, traduite sur les originaux grecs par Cousin (8 volumes, 1672—1685)
- Histoire de l'Église, écrite par Eusèbe, traduite par M. Cousin (4 volumes, 1675—1676)
- Les Principes et les règles de la vie chrétienne, traité composé en latin par M. le cardinal Bona et traduit en françois par M. Cousin (1675)
- Histoire romaine, écrite par Xiphilin, par Zonare et par Zosime, traduite sur les originaux grecs par M. Cousin (1678)
- Histoire de l’Empire d’Occident de Xiphilin, traduite par le président Cousin (2 volumes, 1683)
- Discours de Clément Alexandrin pour exhorter les payens à embrasser la religion chrétienne, traduit par Mr Cousin (1684)
- Discours d’Eusèbe, touchant les miracles attribués par les payens à Apollonius de Thyane, traduit par M. Cousin (1684)
- La Morale de Confucius, philosophe de la Chine (1688)
- Histoire de plusieurs saints des maisons des comtes de Tonnerre et de Clermont (1698)